# Buchner (fränkisch-sächsische Familie)

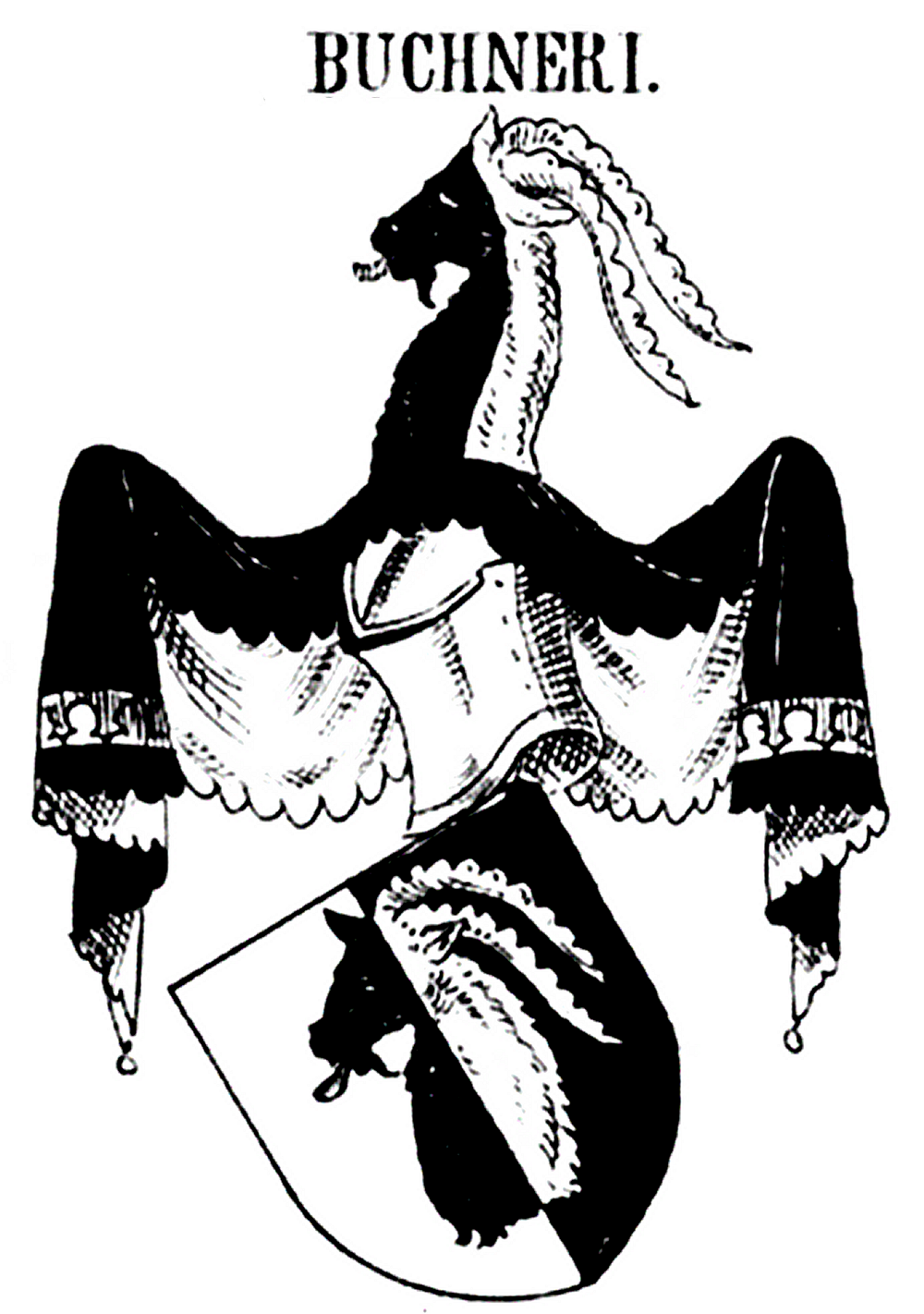
Stammwappen der Buchner, Siebmachers Wappenbuch 1884

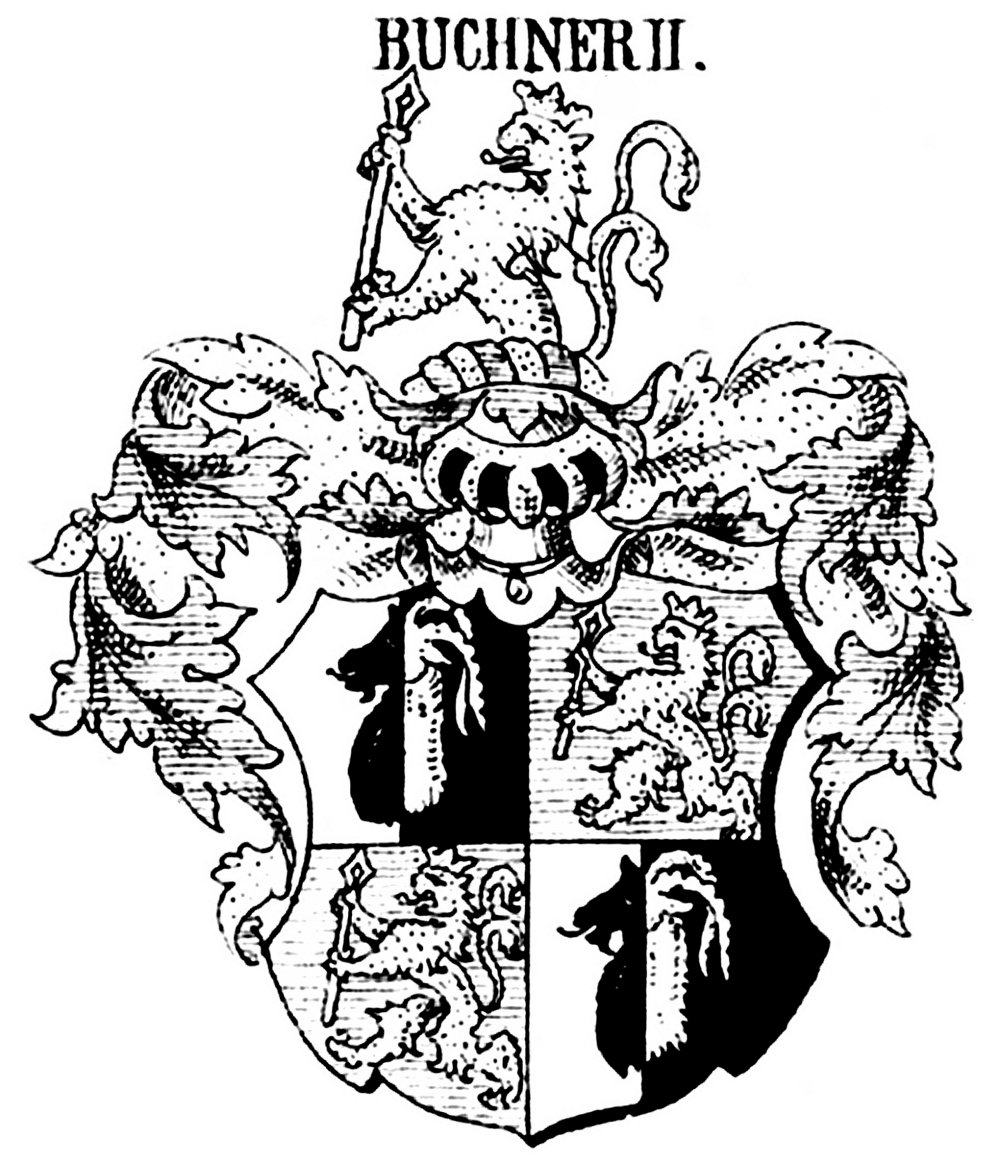
1554 vermehrtes Wappen der Buchner, Siebmacher 1884

Die Buchner oder Bucher (Pucher) waren eine fränkisch-sächsische Familie frühkapitalistischer Großkaufleute, die ab dem 15. Jahrhundert zunächst von Eisleben, später auch von Leipzig aus den Saigerhandel im Mansfelder Raum kontrollierten. Ein Zweig dieser Familie ist auch in Nürnberg belegt.
Die Familie ist nicht zu verwechseln mit der aus Nürnberg stammenden, später in Dresden und Darmstadt ansässigen Familie Buchner.

## Herkunft
Die im Germanischen Nationalmuseum in Nürnberg erhaltene Geschlechtsgeschichte der Lindner, Buchner … (Handschrift, um 1674) nennt als Urahnen Josias Buchner, der um 1340 „in Franckreich“ (lies: „Franken“) gelebt habe. Friedrich Buchner, den diese Quelle als Josias’ Sohn bezeichnet, wird ab 1395 mehrmals im Coburger Stadtbuch erwähnt, 1408 zudem als „burger“. Auch das Totenbuch des Franziskanerklosters führt ihn und seine Ehefrau Elisabeth geb. Eyban als Eltern Heinrich Buchners an, der 1441 das Bürgerrecht in Coburg erhielt.

## Geschichte
Heinrich Buchner (1420–1492) war Münzmeister, wurde 1462 durch Conrad von Pappenheim mit dem Eisenhammerwerk Gräfenthal belehnt und erbaute um 1464 ein heute als Prinzenpalais bekanntes repräsentatives Bürgerhaus in der Coburger Steingasse 18. Er war mit Kunigunde Pfaffendörfer (1425/30–1483), einer Tochter von Hans Pfaffendörfer, verheiratet und gründete das bis ins späte 16. Jahrhundert im Saigerhandel tätige Familienunternehmen.
Heinrich Buchner erhielt 1470 einen Wappenbrief durch Kaiser Friedrich III. Das in die Urkunde gemalte Wappen zeigt im von Silber und Schwarz gespaltenen Schild einen Widder in verwechselten Farben, der wegen der längeren Hörner auf späteren Wappenabbildungen auch als Steinbock interpretiert wurde.
Heinrichs Sohn Moritz (I.) Buchner (1451–1518) übernahm 1490/91 die Leitung des Unternehmens, in das 1491 der Nürnberger Patrizier Sigmund (II.) Fürer (1436–1501) als Partner eintrat. Moritz war in erster Ehe mit Anna Friedberger, einer Tochter des Eislebener Stadtvogts Lorenz Friedberger (Fredeberg), verheiratet und lebte mit seiner Familie in Eisleben. 1506 übergab er die Geschäfte an Lorenz (1481/82–1534), seinen ältesten Sohn, und zog mit seiner zweiten Frau, Regina geb. Müller, und den noch minderjährigen Kindern nach Leipzig, wo er am Markt den Vorgängerbau der Kaufhalle errichtete. 1518 stiftete er in der Thomaskirche eine Familienkapelle, die nicht mehr erhalten ist.

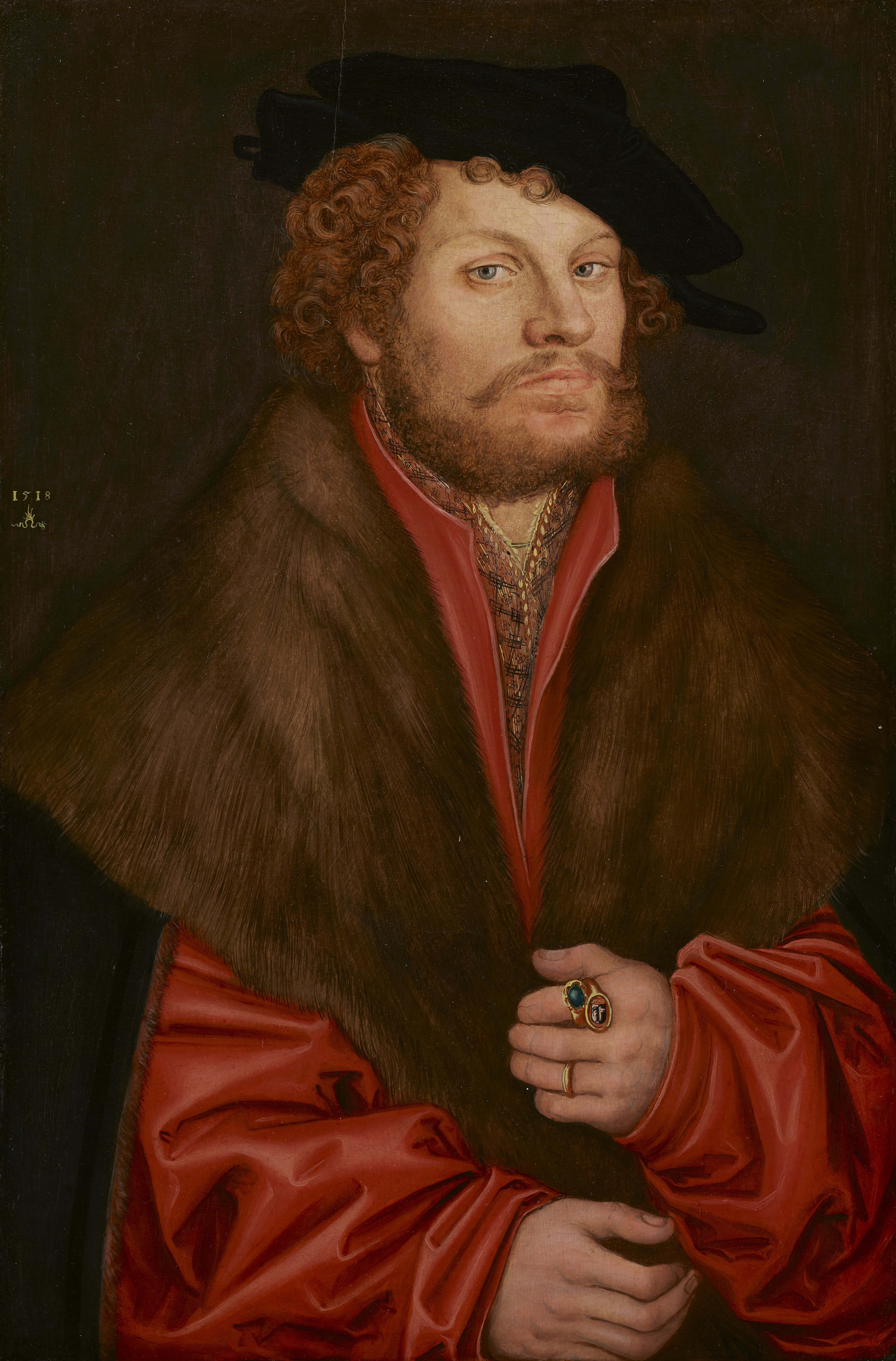
Moritz II. Buchner (1491/92–1544), Porträt von Lucas Cranach d. Ä., um 1520

Nach dem Tod seines Vaters führte Moritz (II.) (1491/92–1544) ab 1519 von Leipzig aus die Geschäfte weiter, während seine Brüder Lorenz und Wolf (1497–1566) dies von Eisleben aus taten.

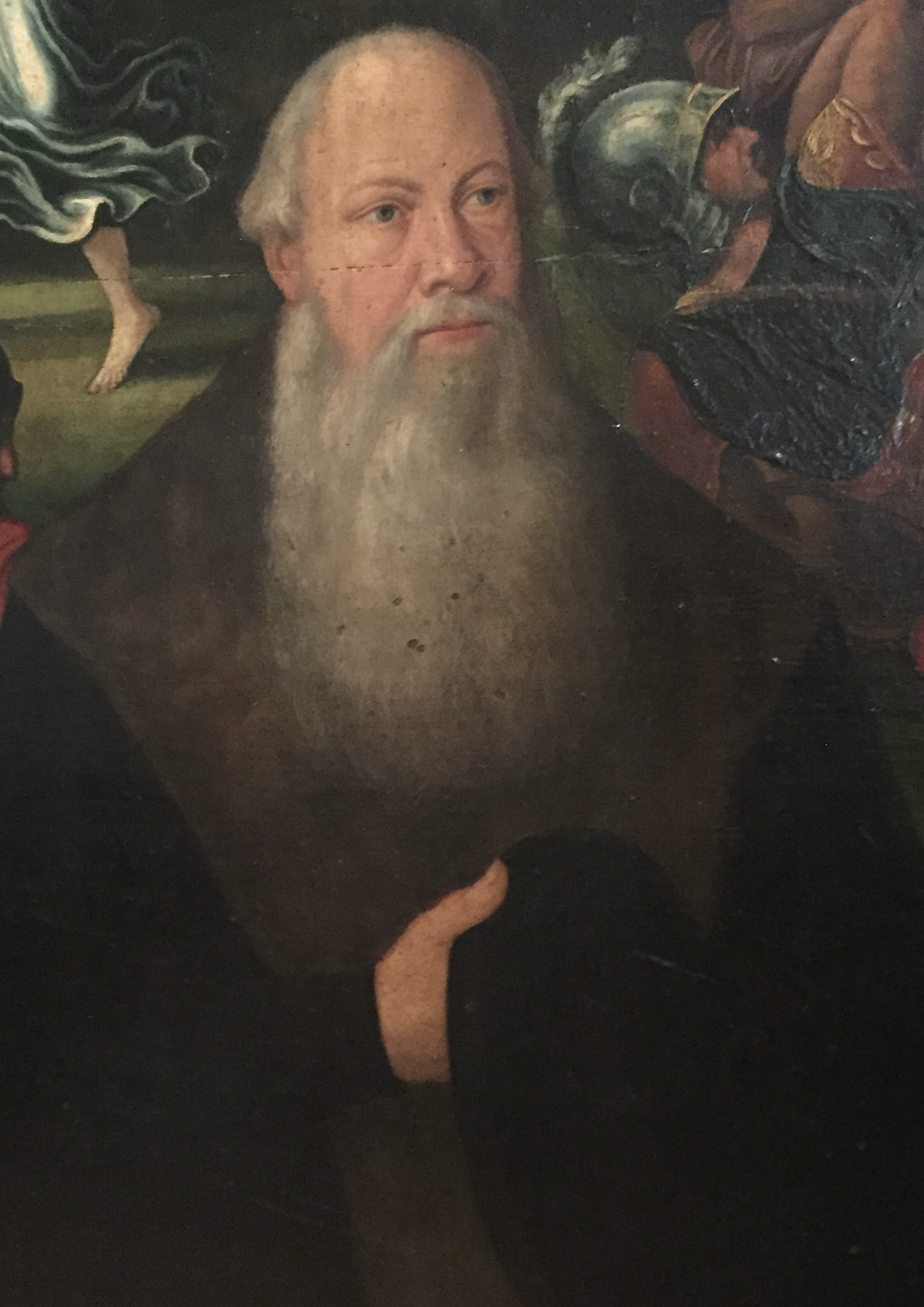
Wolf Bucher (1497–1566), Porträt von Heinrich Peters (Ausschnitt aus dem Eisleber „Bucher-Epitaph“)

1537 verließ Moritz (II.) Buchner Leipzig und ließ sich dauerhaft in der Reichsstadt Nürnberg nieder. Sein Bruder Marx († 1551) führte fortan die Leipziger Vertretung des Familienunternehmens. Erfolgreiche Geschäftsbeziehungen unterhielt Wolf, der zudem Stadtvogt in Eisleben war, zu den Grafen von Mansfeld. 1554 stellten die Buchner aufgrund der einsetzenden Absatzkrise auf dem europäischen Kupfermarkt ihre Geschäftstätigkeit vorübergehend ein.
Am 4. Mai 1554 wurden die Brüder Wolf und Andreas, Moritz’ (II.) Söhne Ulrich, Moritz (III.) und Peter sowie Sebald Buchner (1517–1592), ein Coburger Vetter Wolfs und Moritz’ (II.), durch Kaiser Karl V. in Brüssel in den erblichen Adelsstand erhoben und erhielten ein vermehrtes Wappen.
Ab 1556 führte Moritz’ (II.) Sohn Peter zusammen mit Wolfs Söhnen Sigmund (1530–1595) und Hieronymus Buchner (1538–1589) das Unternehmen. Im Oktober 1579 verkauften die Buchner die Saigerhütte Gräfenthal und lösten ihr Familienunternehmen nach 117 Jahren auf.
1561 erhielten Peter und Hieronymus Buchner für eine beträchtliche Geldleihe an Graf Christoph von Mansfeld dessen Schloss Seeburg verpfändet. Die tatsächliche Einsetzung der Buchners in das Pfand Seeburg mit dem Vorwerk Wormsleben erfolgte 1563.

## Fortleben

### Linie Leipzig-Nürnberg-Speyer
Moritz (II.) Buchner hatte mehrere prominente Nachkommen in Leipzig (z. B. Peter Buchner, Bürgermeister), in Nürnberg (z. B. Moritz (III.) Buchner, Jurist und Offizier, und Moritz (VII.) Buchner, Jurist, Stadtgerichts-Assessor in Nürnberg), wo sie dem Patriziat der Reichsstadt angehörten, und in Speyer (z. B. Sigismund (II.) Buchner, Assessor des Reichskammergerichts). Mit dem Tod des Nürnberger Apothekers und Ratsherrn Friedrich (II.) Buchner (1604–1673) — eines Urenkels von Moritz (II.) —, der seinen kinderlos gebliebenen Sohn Friedrich (1647–1665) überlebte, erlosch die Leipzig-Nürnberger Linie der Buchner im Mannesstamm im Jahre 1673. Über ein Fortleben weiterer Zweige dieser Linie ist bisher nichts bekannt geworden.

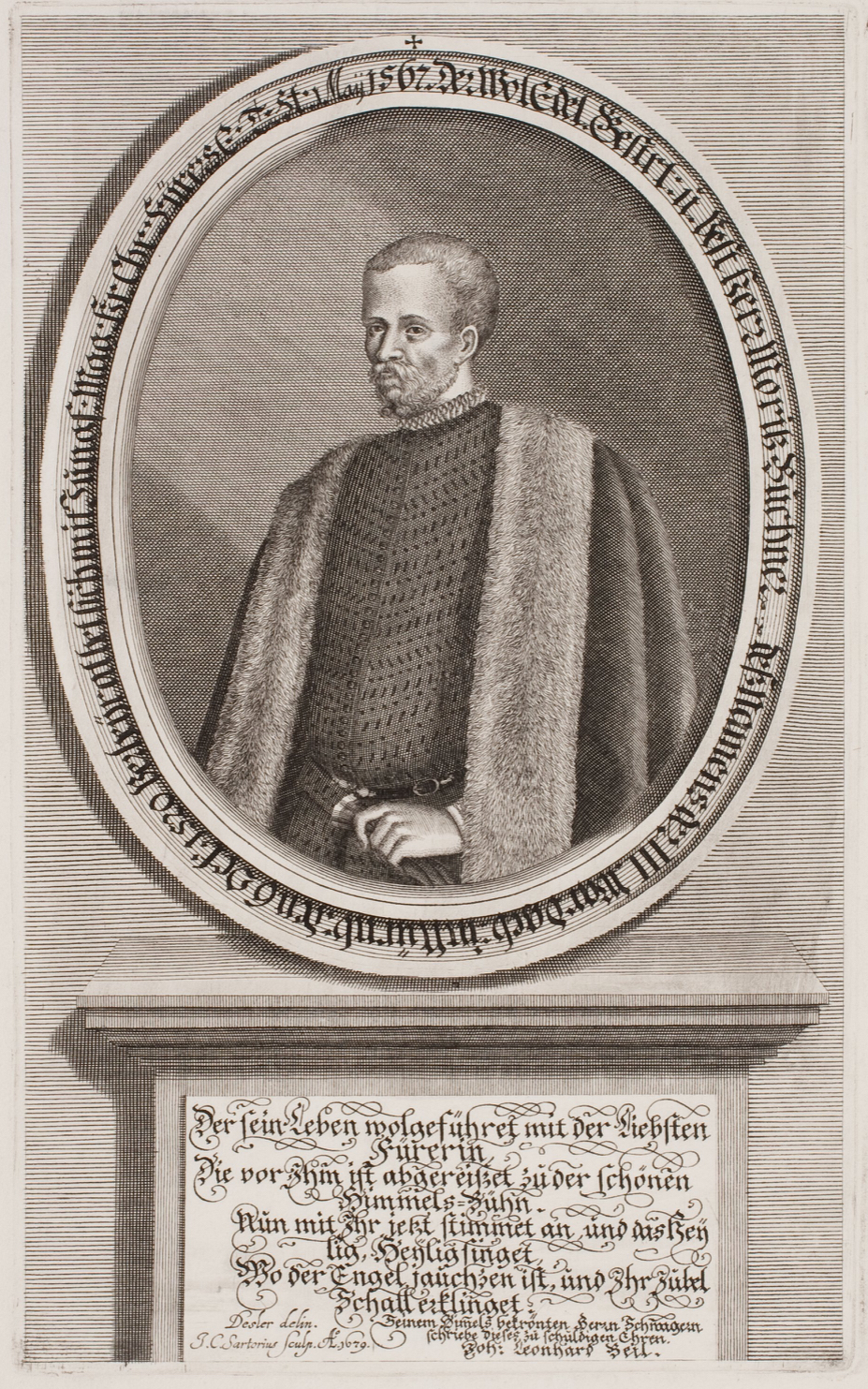
Moritz (III.) Buchner (1520–1567) Porträt von Johann Desler
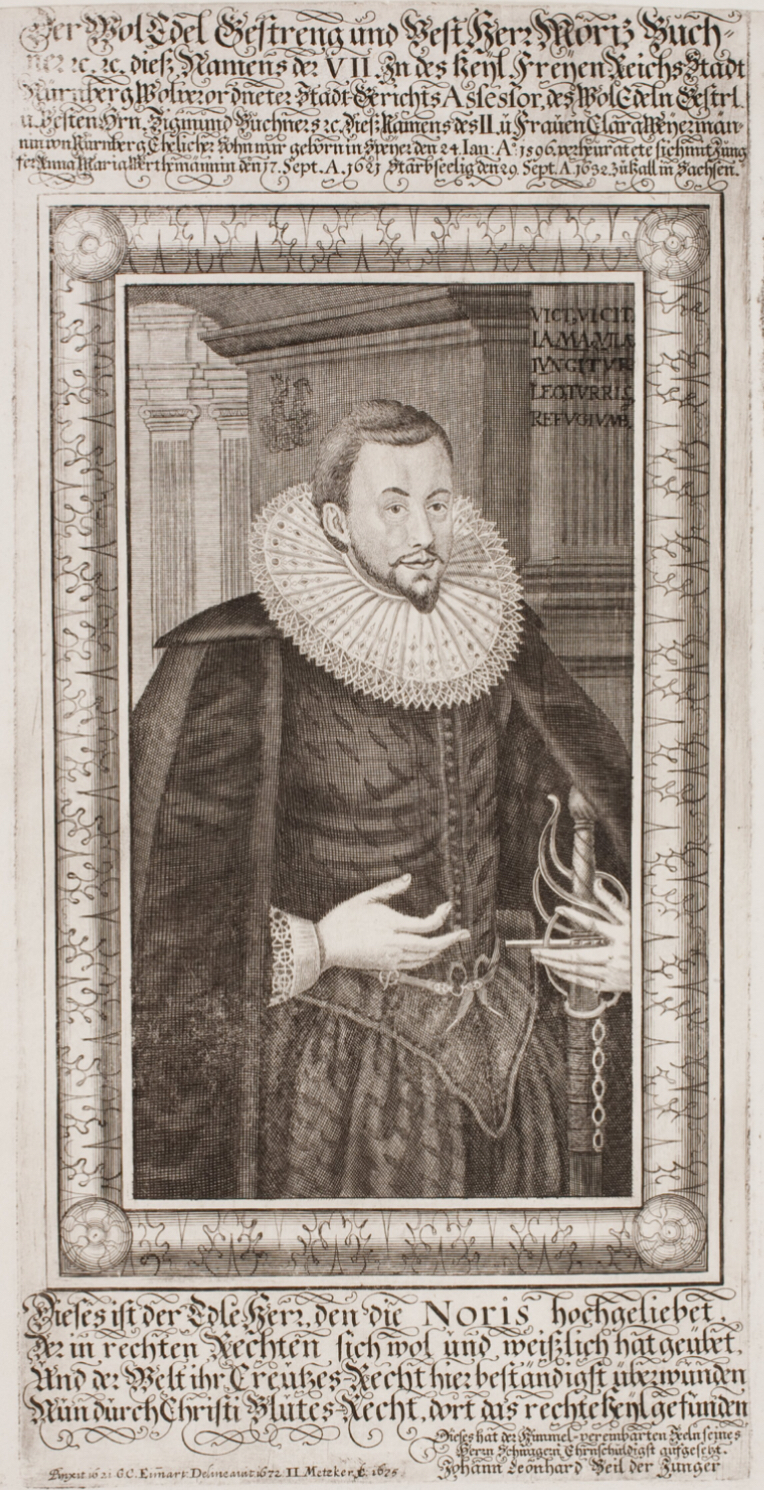
Moritz (VII.) Buchner (1596–1636), Porträt von Georg Christoph Eimmart d. J.
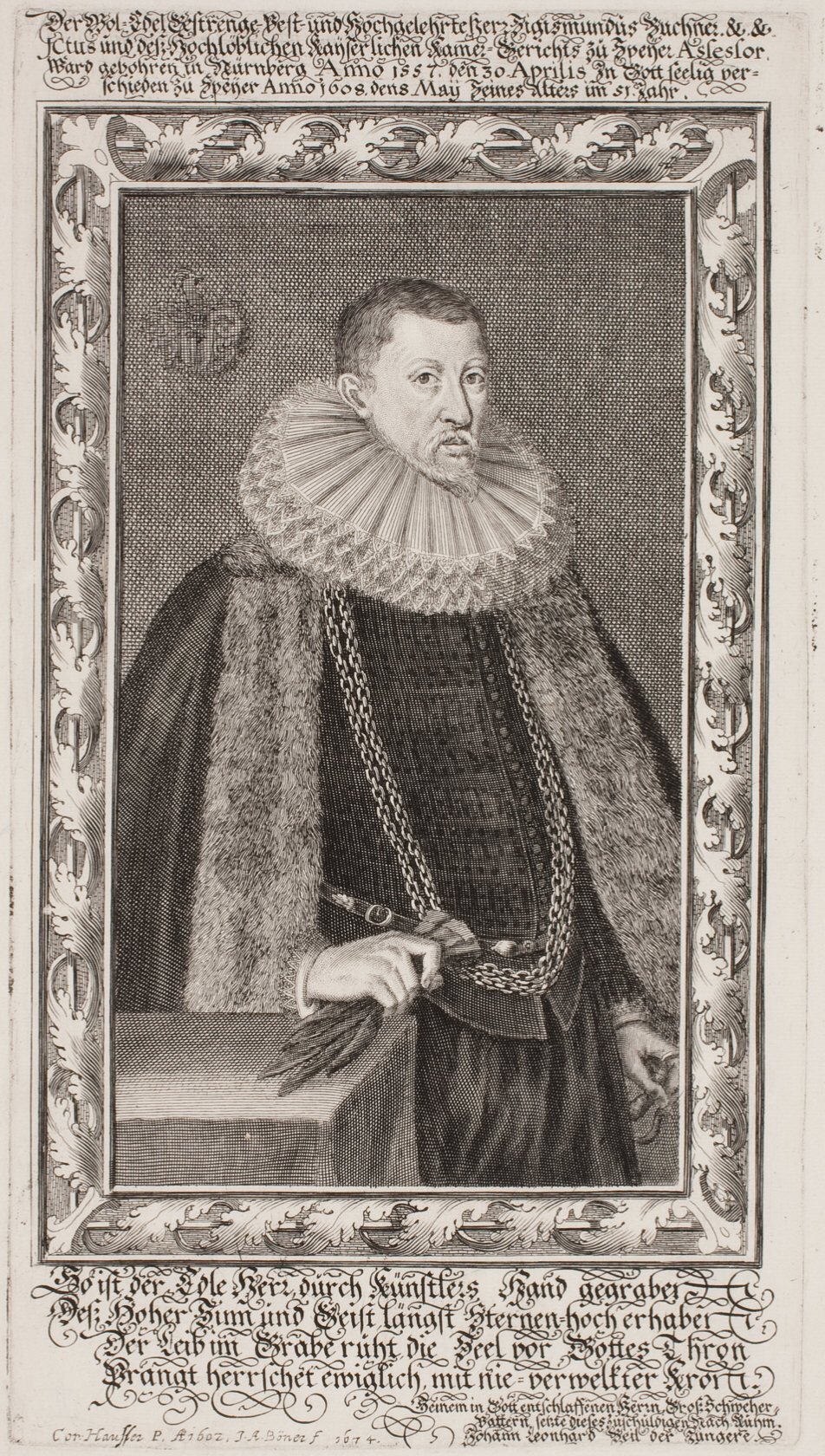
Sigismund (II.) Buchner (1557–1608), Porträt von Cornelius Hausser
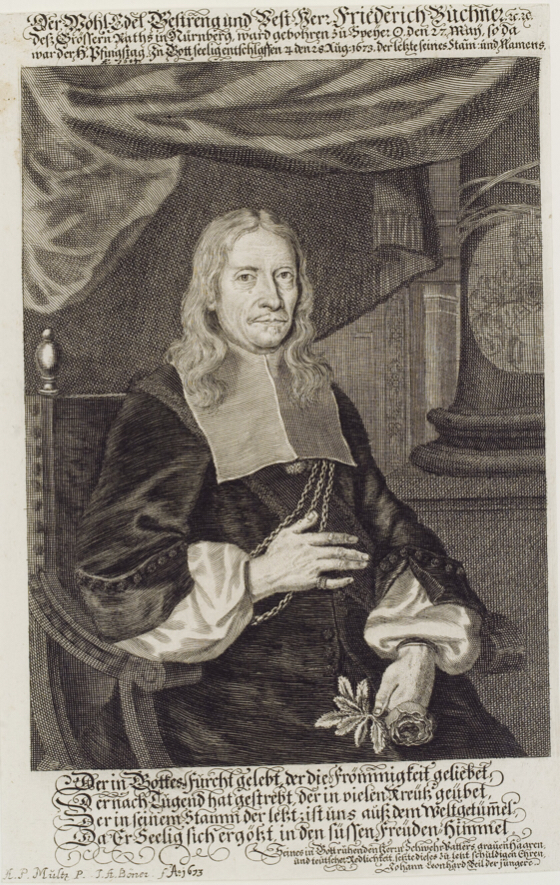
Friedrich (II.) Buchner (d. Ä.) (1604–1673), Porträt von Andreas Paul Multz
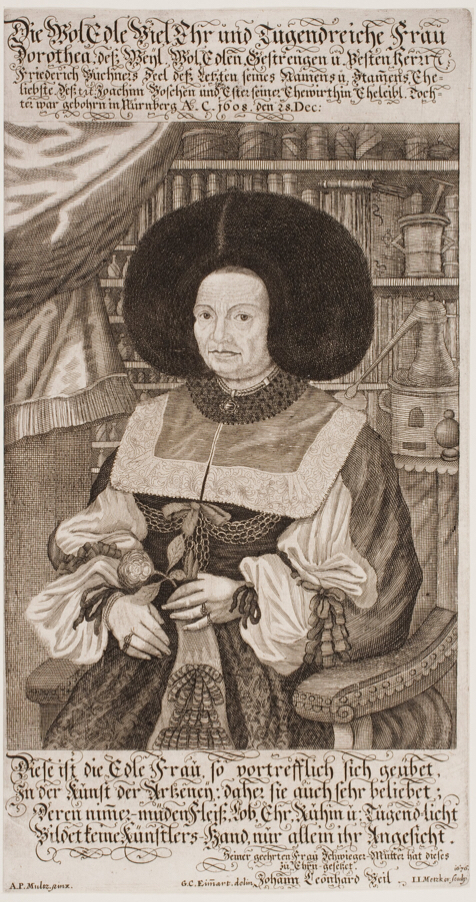
Dorothea Buchner geb. Bosch (1608–1684), Ehefrau Friedrichs (II.) Buchner, Porträt von Andreas Paul Multz
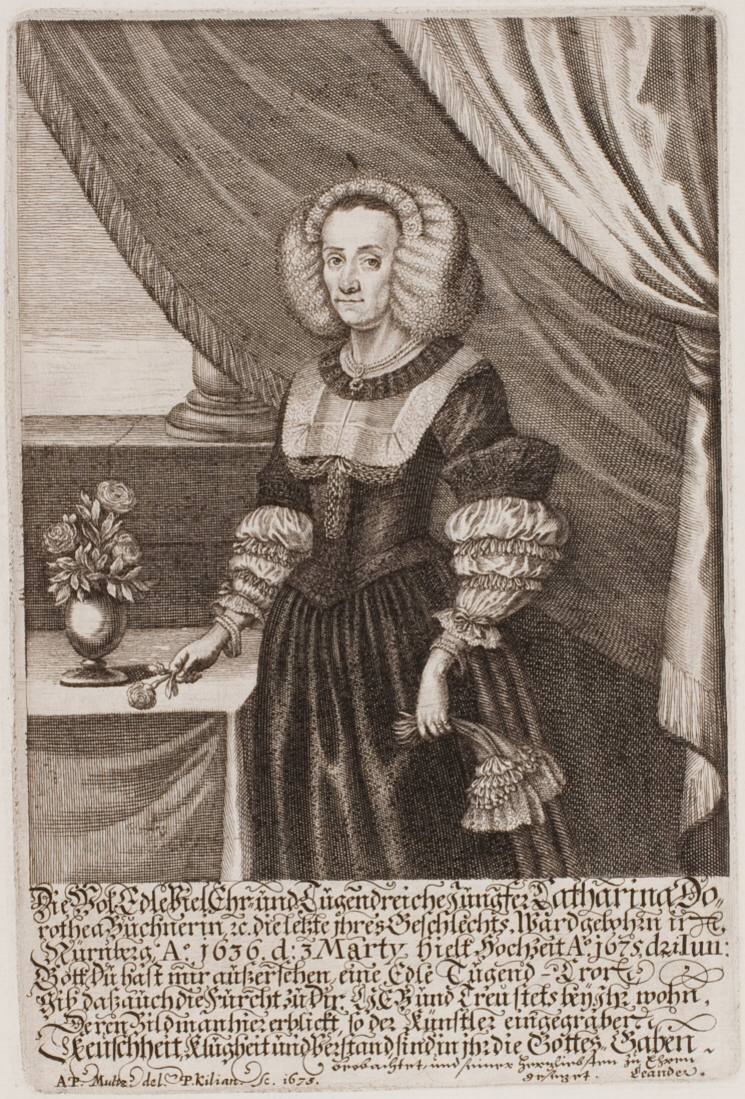
Catharina Dorothea Beil geb. Buchner (1636–1718), Tochter Friedrichs (II.) Buchner und letzte Namensträgerin der Leipzig-Nürnberger Linie, Porträt von Andreas Paul Multz

### Linie Eisleben-Taucha-Zabeltitz
Neueste Forschungsergebnisse legen nahe, dass es sich bei Hans Bucher († 1559) – dem Eislebener Urahn von Samuel Friedrich Bucher (1692–1765) wie auch Lothar Bucher (1817–1892) – um einen Sohn von Lorenz I. (1481/82–1534) handelt und dass sich dessen Nachfahren wiederum „vorzüglich in Meissen fortpflanzten“. Hans’ Sohn Martin war Stadtrichter sowie Kirchvater der  St.-Annen-Kirche in der Neustadt Eislebens, und seine Nachkommen waren über mehrere Generationen hinweg protestantische Pfarrer in Sachsen (u. a. in Taucha und Zabeltitz). Sie führten, anders als die anderen Linien, den Familiennamen in der Schreibweise Bucher weiter (vgl. Bucher (sächsische Familie)).

### Namensträger anderer Herkunft
Die 1791 in Tyroffs Geschlechts- und Wappenbeschreibungen formulierte Behauptung, der aus Nürnberg stammende Dresdner Baumeister Paul Buchner (1531–1607) und dessen Sohn, der Dichter August Buchner (1591–1661) „gehört[en] unstreitig diesem Geschlechte zu“, die bis ins späte 19. Jahrhundert ungeprüft wiederholt wurde, kann durch Vergleich der Wappen leicht widerlegt werden: Das Wappen dieser Familie Buchner zeigt im Schild einen gelben Sparren von Weiß und Blau geteilt, oben einen schreitenden gelben Löwen, unten aus gelbem Dreiberg wachsend eine Buche.
Eine Reminiszenz an das Wappen der Buchner erfolgte, als Wilhelm Heinrich Christian von Buchner, königlich bayerischer Regierungs-Sekretär in der Pfalz zu Speyer, am 25. November 1838 bei der Adelsklasse der Adelsmatrikel des Königreichs Bayern immatrikuliert wurde: Wilhelm Heinrich Buchner, ein älterer Bruder des Bayreuther Buchhändlers und Verlegers Christian Carl Buchner (1817–1886), war am 7. November 1838 von König Ludwig I. von Bayern in den erblichen Adelstand erhoben worden. Das dabei verliehene Wappen: Von Gold (statt Silber) und Schwarz gespalten mit einem halben Bock in verwechselten Farben (also mit Vorderläufen). Auf dem Helm der Bock wachsend.

## Ehemaliger Besitz

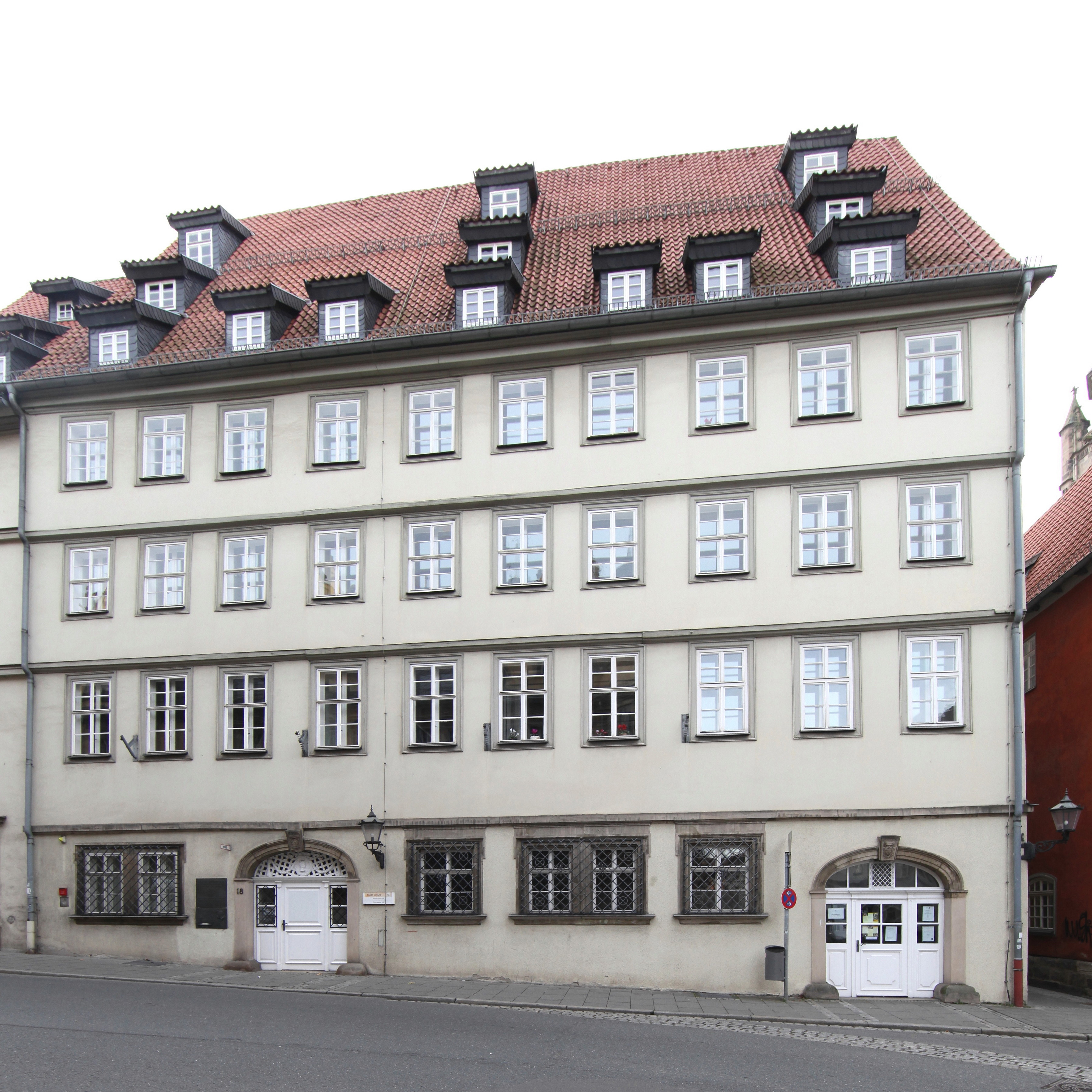
Das heute noch als „Prinzenpalais“ bekannte, von Heinrich Buchner in Coburg 1468 erbaute Haus. In Buchner’schem Besitz befand es sich bis 1604.

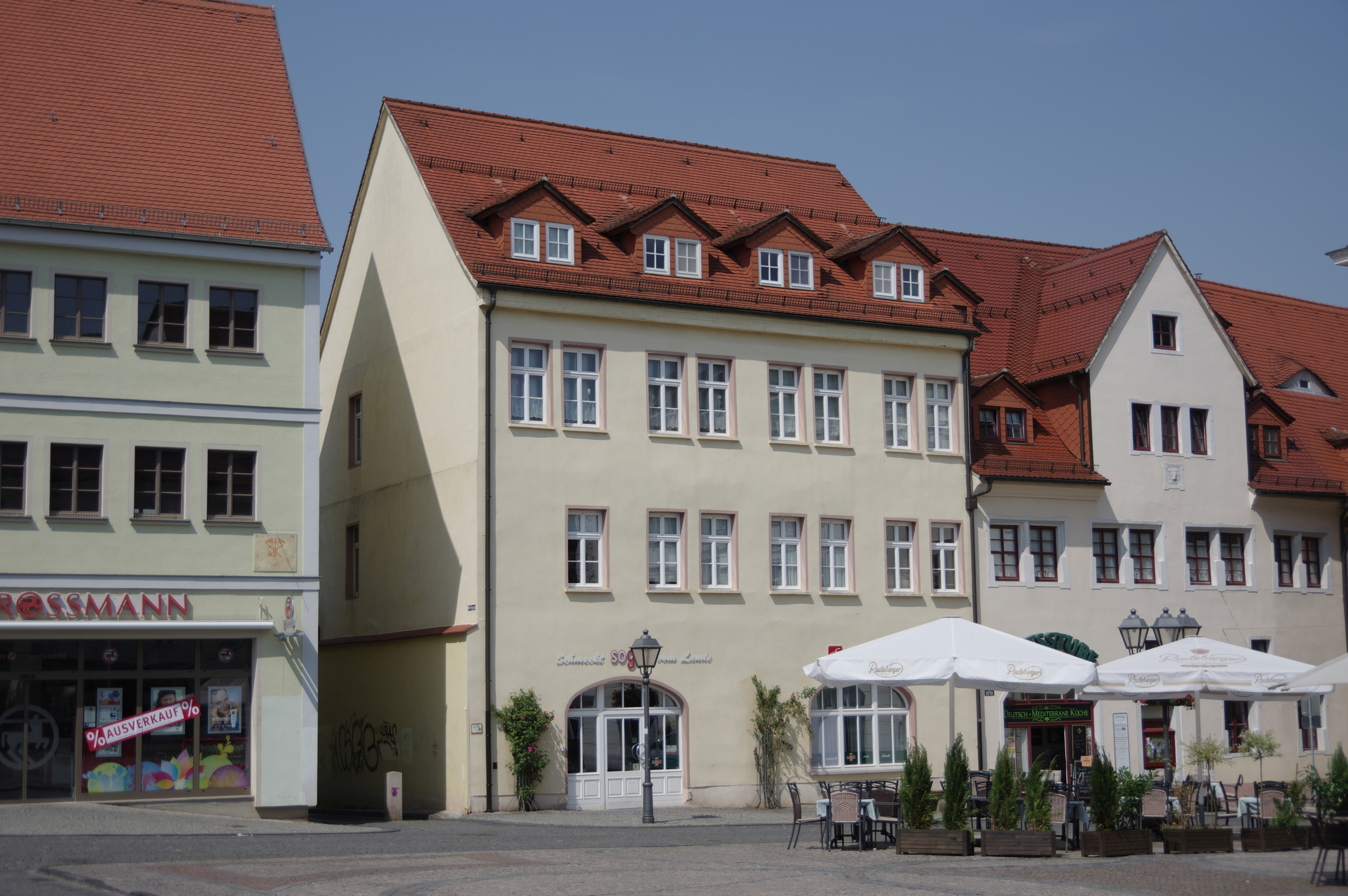
Die heutige Bebauung am Markt 12–14 Ecke Marktgasse (ehem. Krumme Puchergasse) in Eisleben, deren Häuser die Familie zwischen ca. 1478 und 1601 besaß.

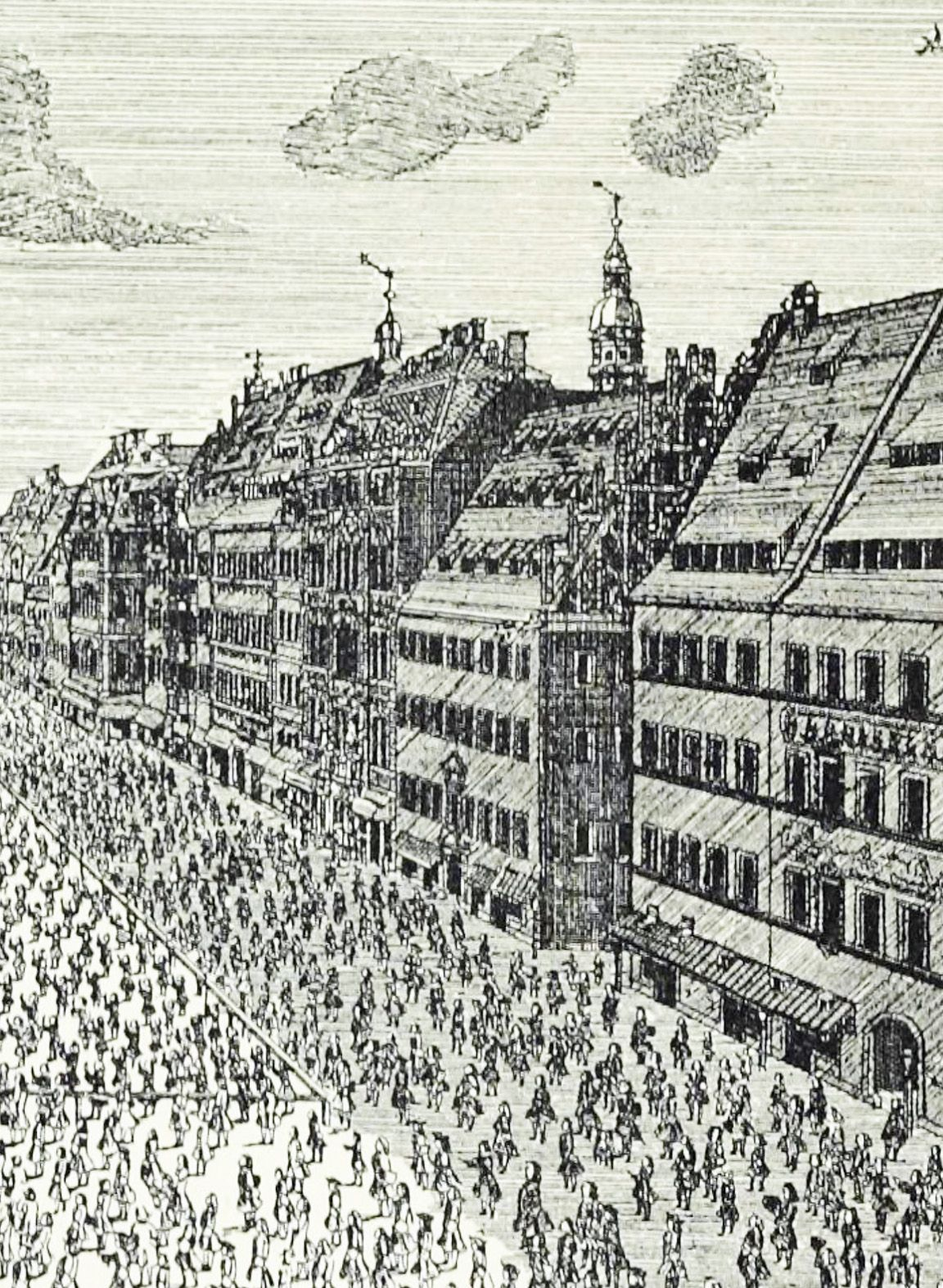
Das von Moritz (I.) Buchner 1506 errichtete Durchhaus (Bildmitte) am Leipziger Markt (heute Nr. 10) stand an der Ecke zum Barfußgässchen.

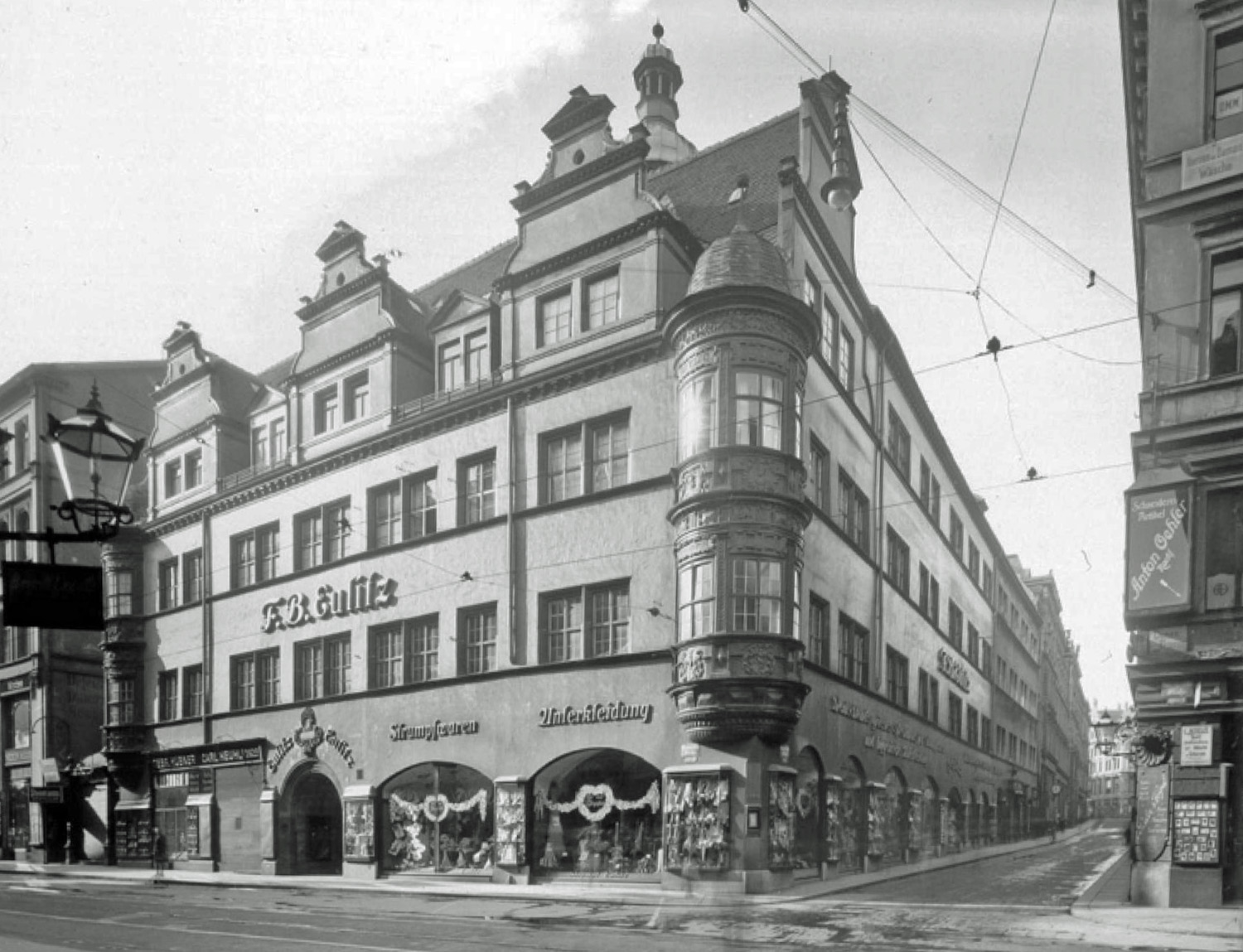
Das im Zweiten Weltkrieg zerstörte, von Georg Roth, dem Schwiegersohn Wolf Buchners, 1558 in Leipzig erbaute sogenannte „Fürstenhaus“. In Buchner'schem Besitz befand es sich bis 1619.

- Heinrich Buchner erbaute 1486 ein heute als „Prinzenpalais“ bekanntes repräsentatives Haus in der Coburger Steingasse, das sich bis 1604 im Familienbesitz befand.
- In Eisleben besaß die Familie zwischen 1478 und 1601 einen Häuserkomplex am Marktplatz direkt an der nach ihr benannten „Krummen Puchergasse“ (heute: Marktgasse), der auch als „Buchers Hof“ bezeichnet wurde. Heute erinnert an sie die nördlich vom Marktplatz zur Andreaskirche führende Bucherstraße. Die Bebauung aus jener Zeit fiel allerdings dem großen Stadtbrand 1601 vollständig zum Opfer.
- In Leipzig ließ Moritz (I.) Buchner 1506 „ein imposantes Durchhaus errichten [...], das mit einem im Türkensteuerbuch von 1529 geschätzten Wert von 5000 fl. ebenso kostspielig gewesen sein muß, wie das mit der gleichen Summe bewertete Haus zur Goldenen Schlange des die Kaufherrenfamilie der Welser in Leipzig vertretenden Hieronymus Walther“.[24] „Buchers Hof“ stand gegenüber dem Rathaus, rechts neben dem Hohmannischen Haus an der Ecke zum Barfußgäßchen, und wurde 1845 durch die Kaufhalle ersetzt.
- In Leipzig befand sich auch das sogenannte „Fürstenhaus“, das Georg Roth († 1594), der Schwiegersohn Wolf Buchners, im Jahre 1558 in der Grimmaischen Gasse erbaute, bis 1619 im Familienbesitz. Es wurde im Zweiten Weltkrieg vollständig zerstört. Eine Rekonstruktion des östlichen Erkers befindet sich heute an einem modernen Gebäude gegenüber dem ursprünglichen Standort.

## Wappen
- Blasonierung des Stammwappens: Von Silber und Schwarz gespalten, mit dem Kopf und Hals (Rumpf) eines Steinbocks (auch Schafbocks (Widder)) verwechselter Tinktur. Auf dem Helm derselbe Bocksrumpf (hier auch ganz schwarz) wiederholt. Die Helmdecken sind schwarz-silbern.[25]
- Blasonierung des vermehrten Wappens von 1554: Geviert. Felder 1 und 4 in Blau ein goldener Löwe mit goldener Krone in den beiden Vorderpranken einen eisernen Turnierkolben (Lanze) haltend; Felder 2 und 3 das Stammwappen. Auf dem Helm der goldene, goldgekrönte Löwe wachsend. Die Helmdecken sind blau-golden und schwarz-silbern.[25] Wie historische Wappendarstellungen nach 1554 zeigen, wurde vom „gebesserten Wappen“ jedoch kaum Gebrauch gemacht, sondern weiterhin das bereits 1470 erhaltene, einfachere Wappen geführt; allerdings dann meist mit dem dem Adel vorbehaltenen Kolbenturnierhelm, statt dem älteren Stechhelm.
- Alte Wappenabbildungen:

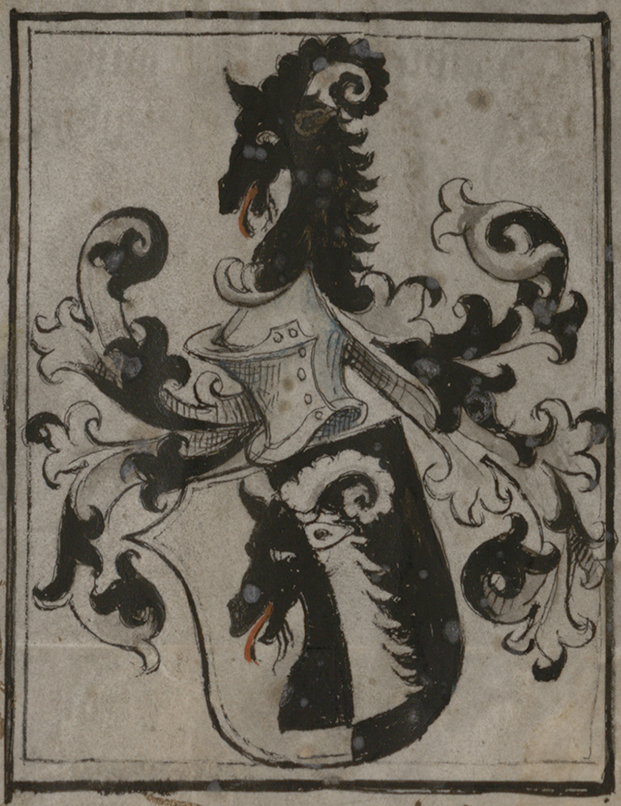
Wappenzeichnung im Wappenbrief von 1470 (Germanisches Nationalmuseum Nürnberg)
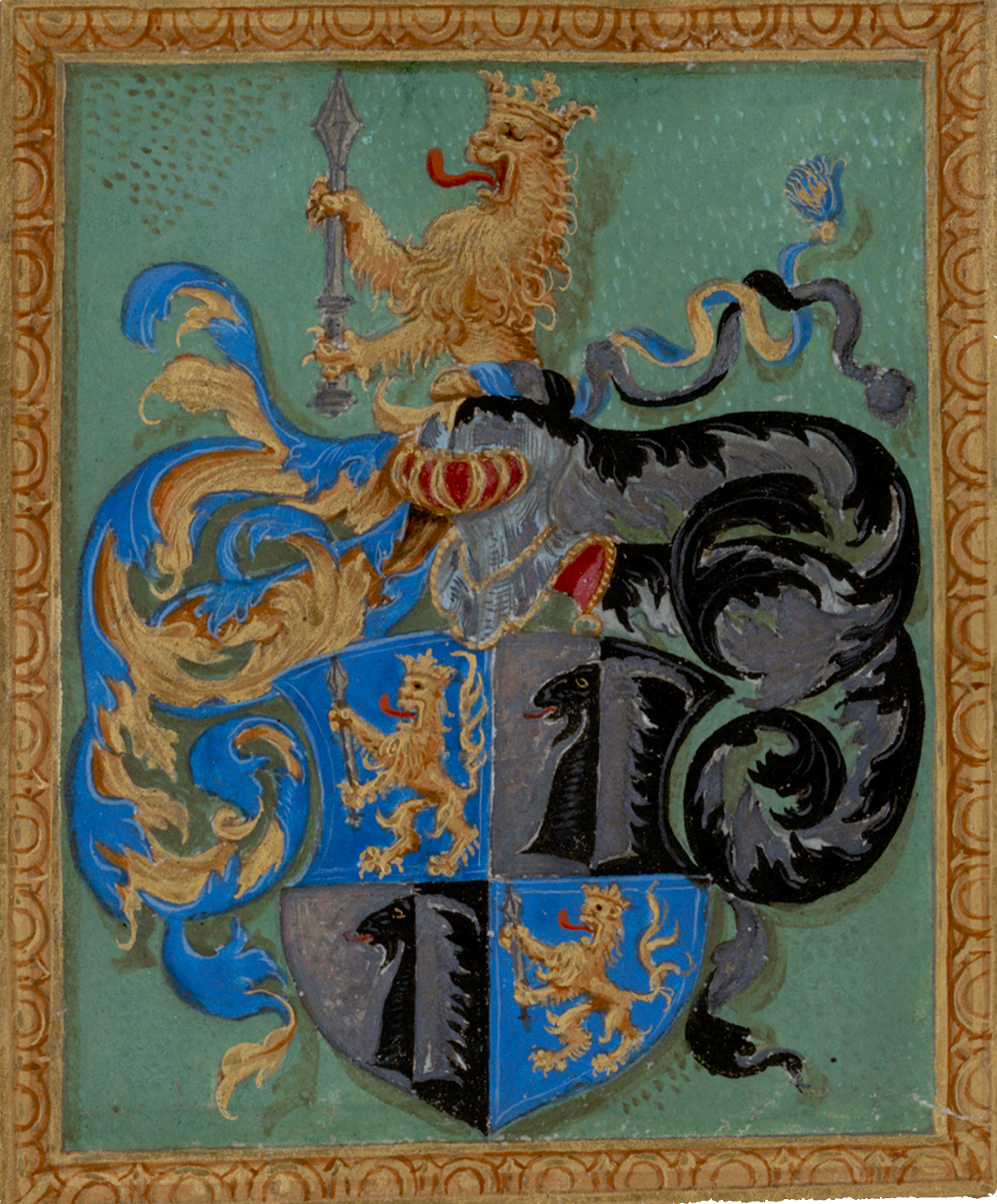
Wappenzeichnung im Adelsbrief von 1554 (Germanisches Nationalmuseum Nürnberg)
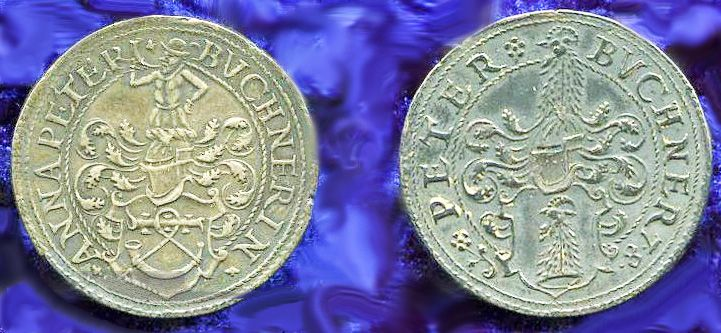
Hochzeitsmedaille von Peter Buchner (1554 geadelt) und seiner Frau Anna geb. Badehorn (1594 geadelt[26]) mit ihren Familienwappen, 1578
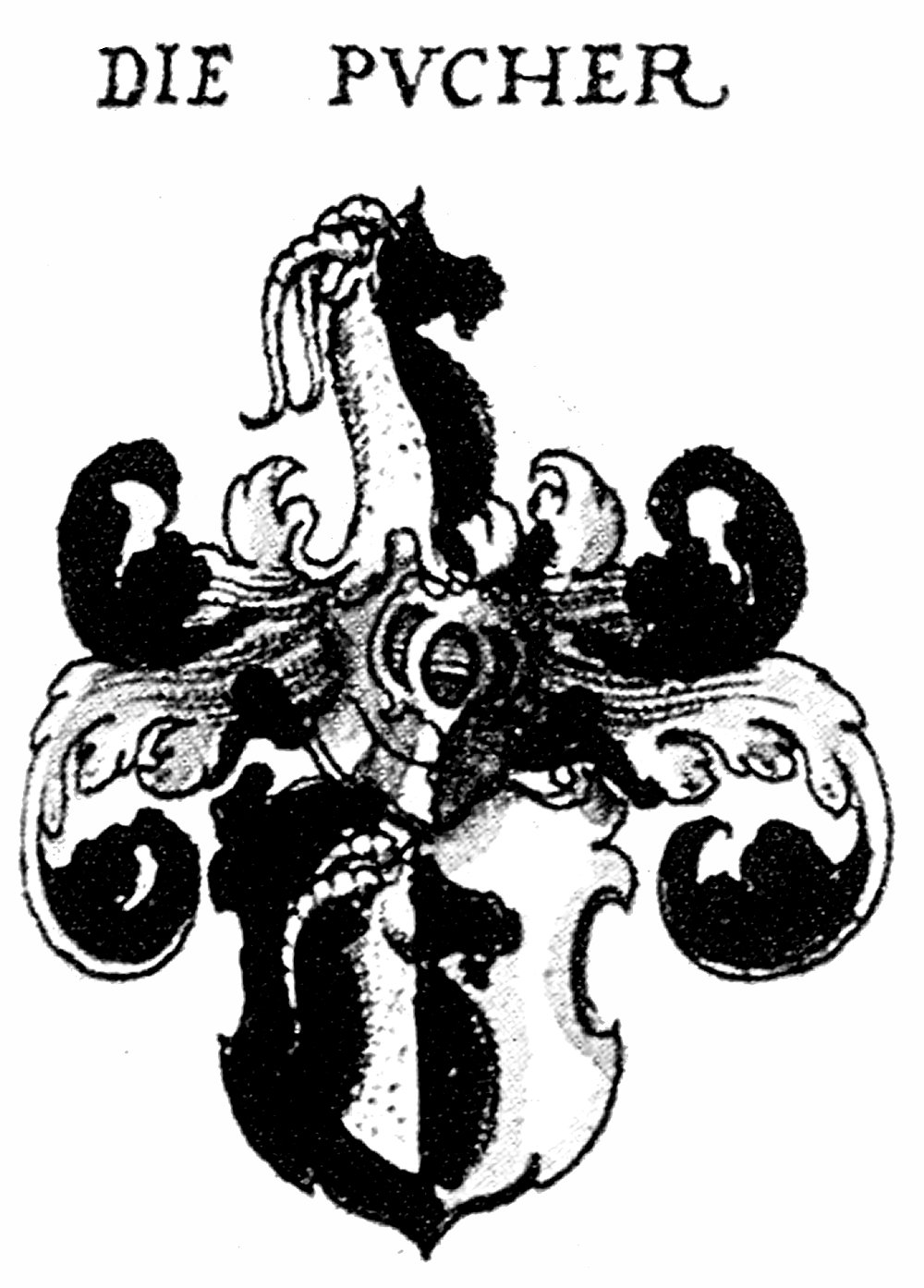
Stammwappen der Familie Buchner von 1470, Siebmachers Wappenbuch, 1605 (spiegelverkehrt wie auf dem Eislebener Epitaph: Bock in Richtung der Wappen der Ehegattinnen blickend)
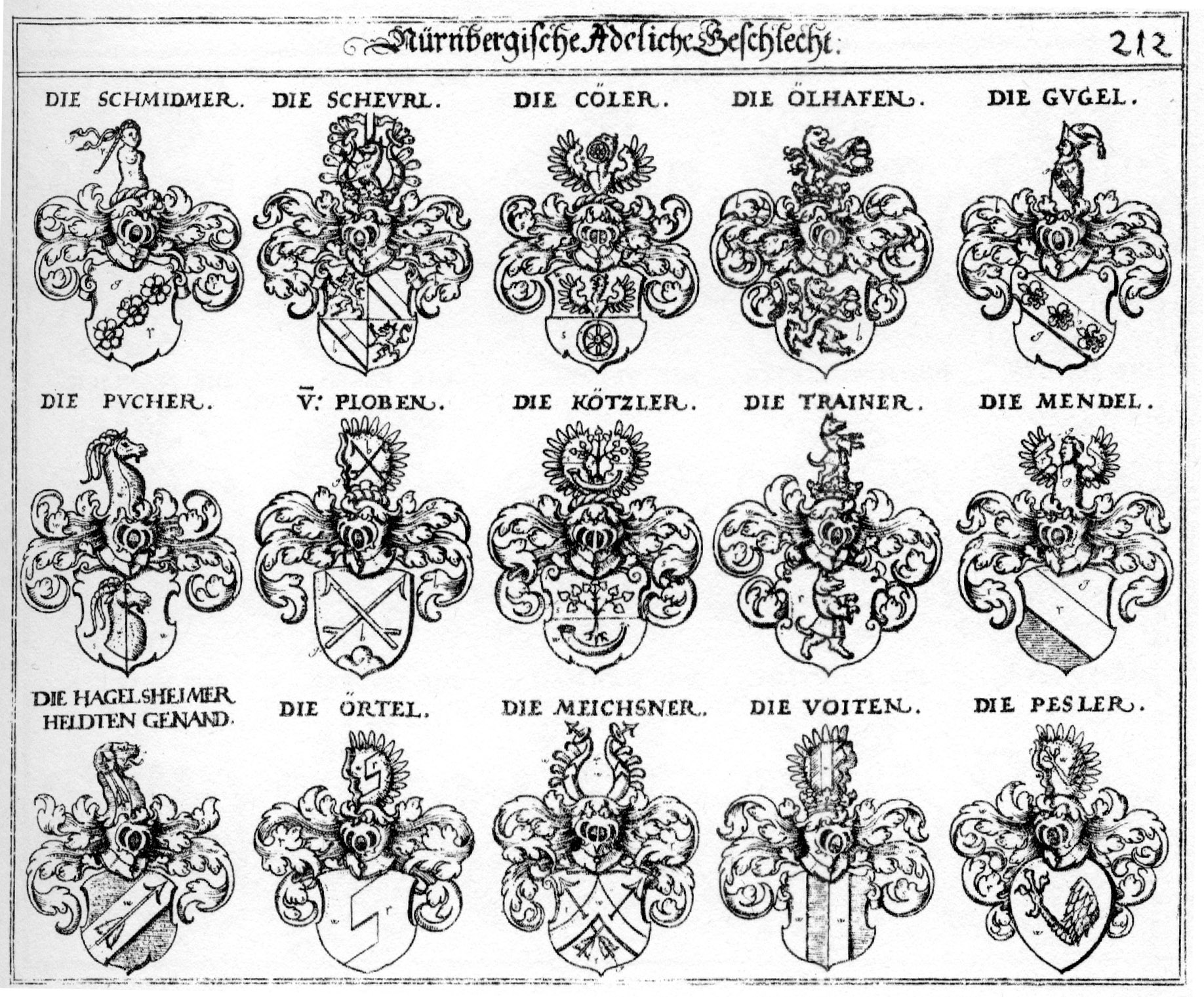
Wappen in Siebmachers Wappenbuch, Tafel 212 in Teil 1, zwischen 1701 und 1705, bei Nürnbergische Adeliche Geschlecht: (Patrizier der Reichsstadt Nürnberg)
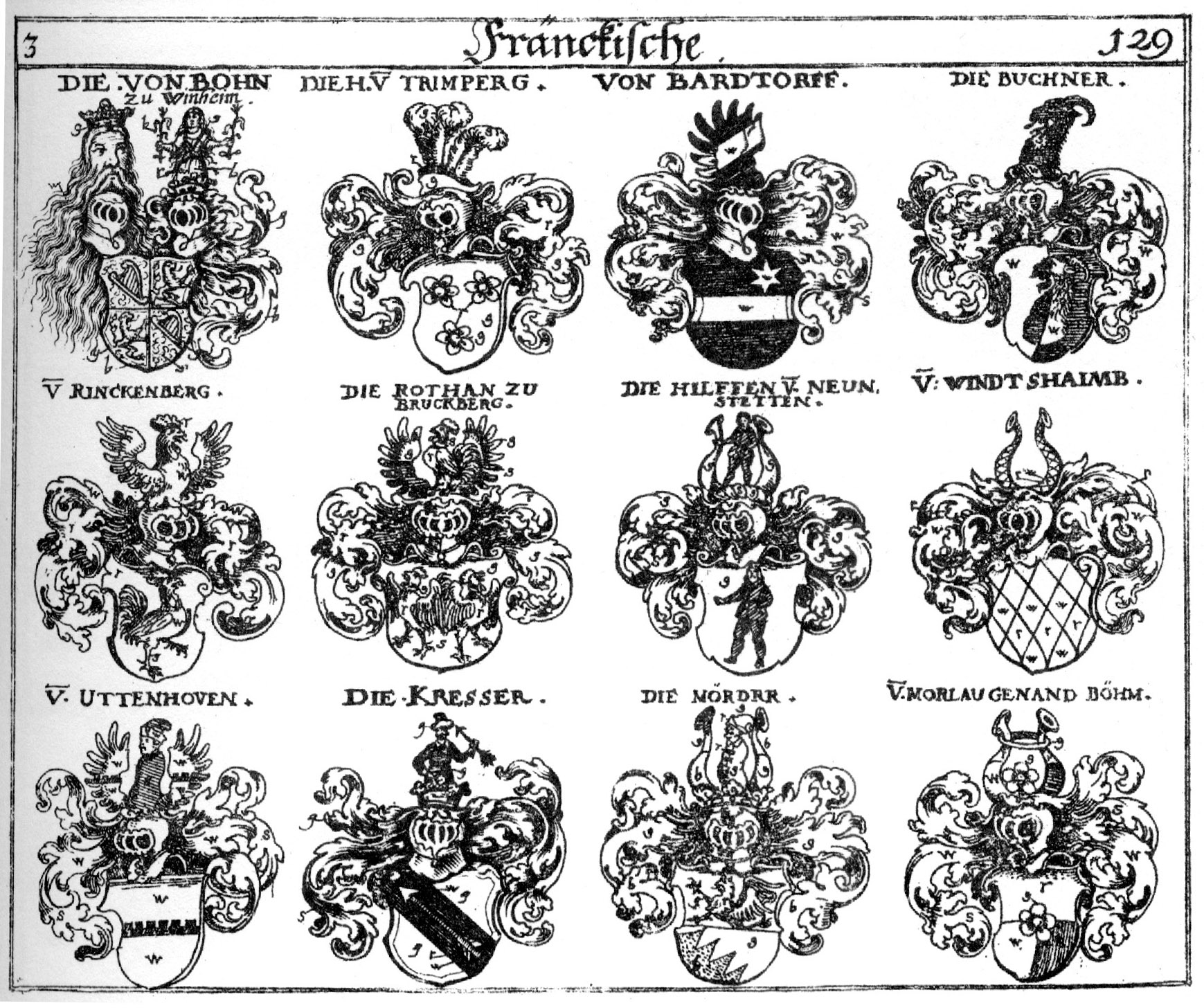
Wappen in Siebmachers Wappenbuch, Tafel 129 in Teil 3, zwischen 1701 und 1705, bei Fränkischer Ritterschaft
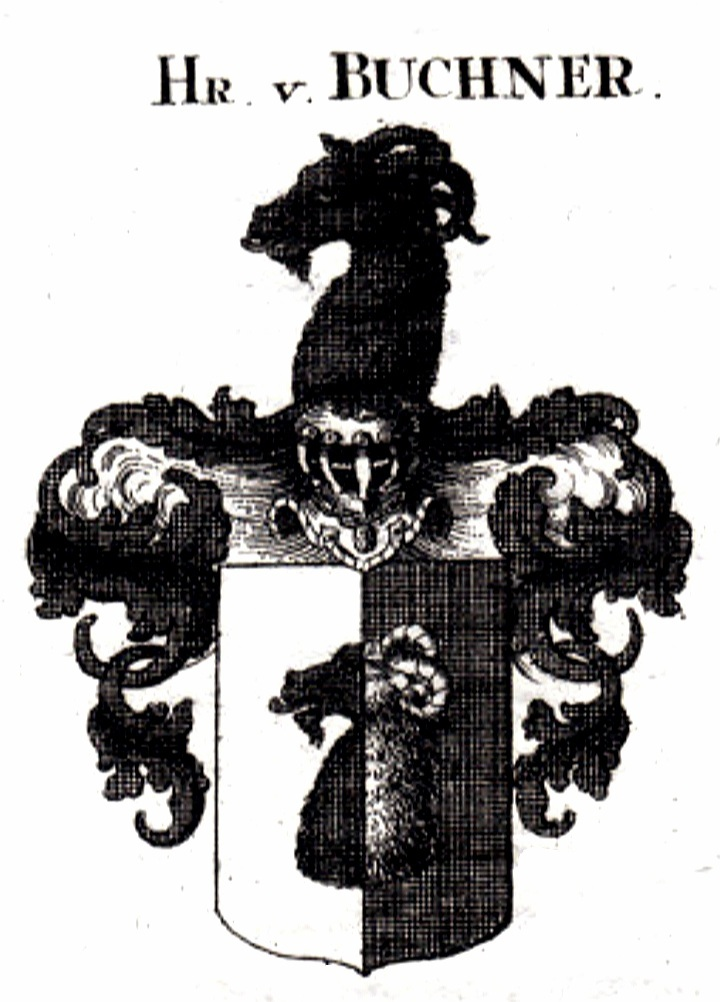
Wappen bei Tyroff (um 1820)
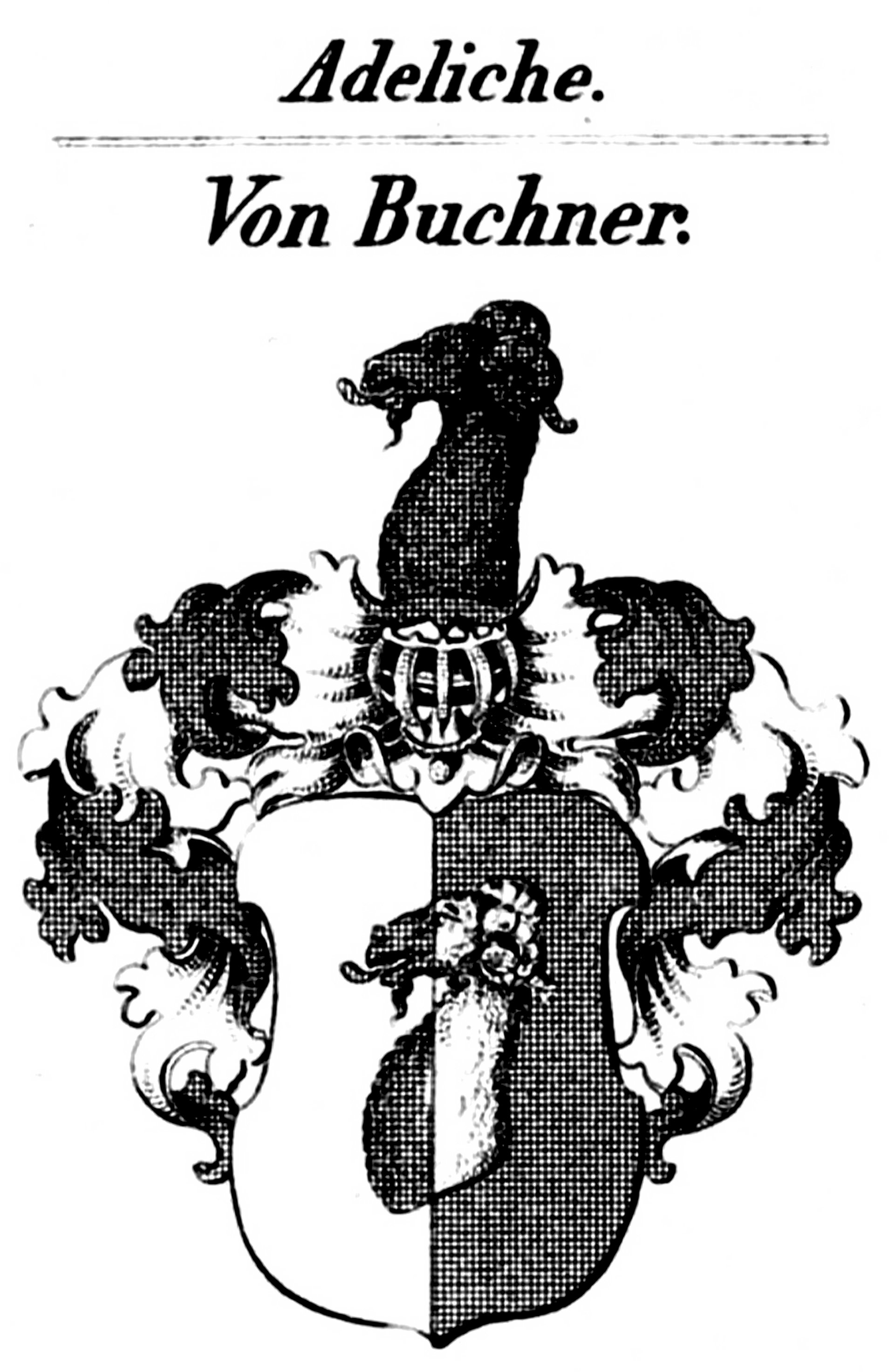
Wappen bei Tyroff (um 1820)
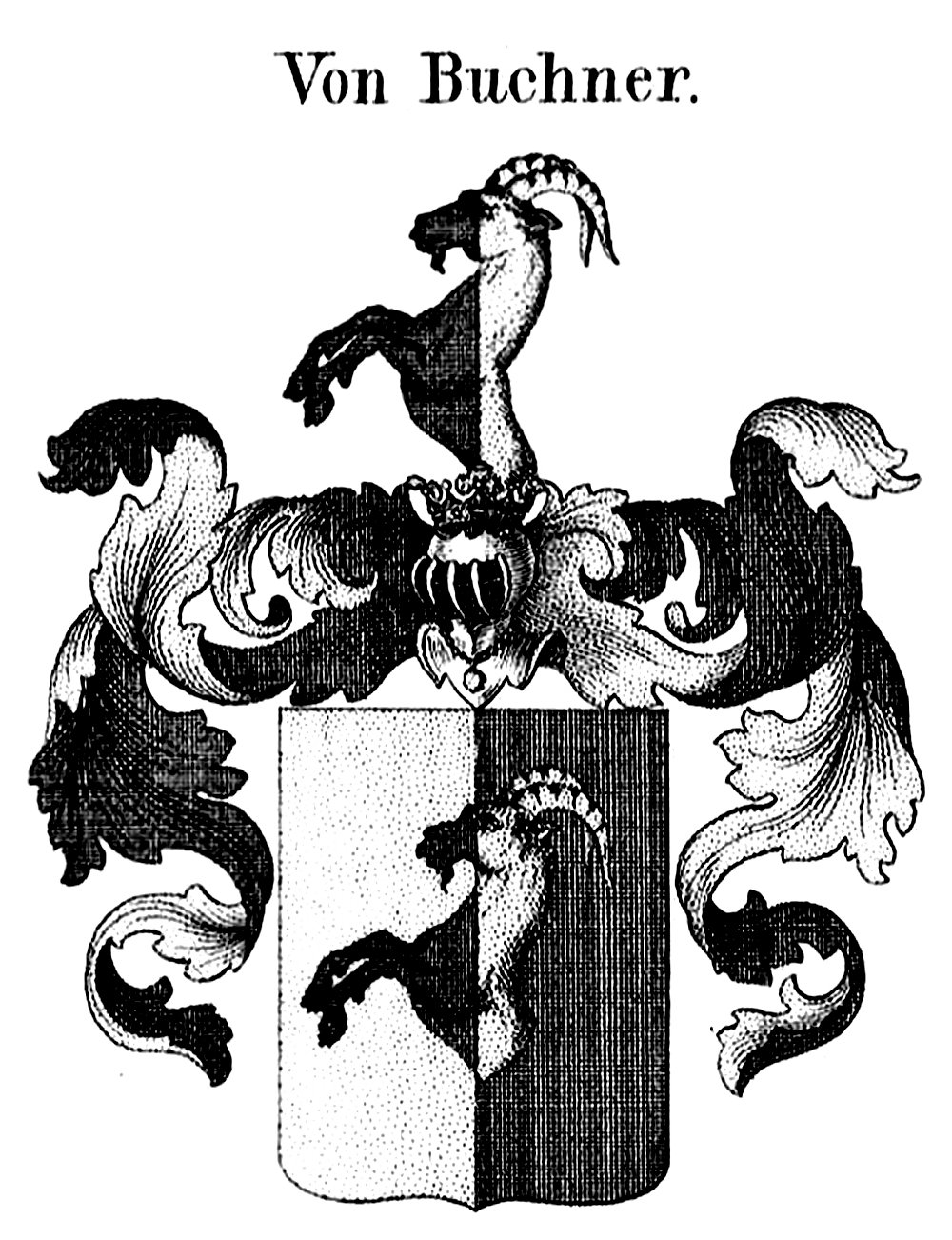
Wappen des 1838 geadelten Wilhelm Heinrich von Buchner, Wappenbuch des gesammten Adels des Königreichs Bayern, 1840, der aber kein Nachkomme der fränkisch-sächsischen Buchner war

## Stammliste
O. Josias (um 1340) ⚭ N.N. vom Sandt („de arena“)
I. Friedrich (* ca. 1390) ⚭ Elisabeth Eyban
II. Heinrich (1420/25–1492) ⚭ Kunigunde Pfaffendörfer (1425/30–1483)
III. a. Margaretha (* 1448) ⚭ N.N. Zollner
III. b. Moritz I. (1451–1518) ⚭ (1.) Anna Fredenberg († 1489/90), ⚭ (2.) Regina Müller († 1538)
IV. a. Lorenz I. (1481/82–1534) ⚭ Euphemia Drachstedt († 1532)
V. a. Lorenz II. (1526–1584) ⚭ Catarina Löw
VI. a. Anna (* 1574)
V. b. Hans († 1559)
V. c. Barbara ⚭ (1.) Hans Stahl, ⚭ (2.) Johann Albrecht
IV. b. Georg (1483/84–1530) ⚭ (1.) N.N., ⚭ (2.) Anna Pantzschmann († 1544)
V. a. Anna (* 1518) ⚭ Hans Gaßmann
V. b. Euphemia ⚭ Melchior Hofmann
V. c. Catarina ⚭ Christoff Schober
IV. c. Sophia Barbara (1488–1547)
IV. d. Peter (ca. 1491–1520)
IV. e. Moritz II. (1491/92–1544) ⚭ (1.) Margaretha N.N. († 1518), ⚭ (2.) Anna Lintacher († 1542)
V. a. Ulrich I. (1518–1568)
V. b. Moritz III. (1520–1567) ⚭ Magdalena Fürer (1525–1559)
VI. a. Moritz (1547–1547)
VI. b. Moritz IV. (1548–1595) ⚭ (1.) Margaretha Reiche, ⚭ (2.) Trusiana Holzschuher († 1595)
VI. c. Christoph (1549–1552)
VI. d. Jacob (1551–1605)
VI. e. Magdalena (1553–1612) ⚭ Franz Tucher († 1626)
VI. f. Christoph (1554–1592)
VI. g. Barbara (* 1556)
VI. h. Sigmund II. (1557–1608) ⚭ Clara Weyermann (1565–1618)
VII. a. Sigmund (1593–1630)
VII. b. Clara (* 1594)
VII. c. Moritz V. (VII.) (1596–1636) ⚭ Anna Maria Werthemann
VIII. a. Moritz VIII. (1624–1634)
VII. d. Maria Magdalena (1597–1600)
VII. e. Susanna (1600–1639)
VII. f. Maria Magdalena (1601–1660)
VII. g. Friedrich II. (1604–1673) ⚭ Dorothea Bosch (1608–1684)
VIII. a. Catarina Dorothea (1636–1718) ⚭ Johann Leonhardt Beil
VIII. b. Ursula (1637–1674) ⚭ Johann Ernesti
VIII. c. Johann Friedrich (1638–1646)
VIII. d. Clara Magdalena (1640–1665)
VIII. e. Anna Sabina (1641–1641)
VIII. f. Friedrich III. (1647–1665)
VIII. g. Helena Susanna (* 1648)
VIII. h. Christoph Friedrich (1649–1650)
VI. i. Leonhard (1559–1559)
VI. j. Jobst (1559–1559)
V. c. Heinrich (* 1522)
V. d. Oswald (* 1524)
V. e. Georg II. (* 1526) ⚭ Barbara Siebenherr
VI. a. Hans Ernst (ca. 1546–1596) ⚭ Anna Buchner († 1596)
VII. a. Hans Georg (* 1592)
VII. b. Anna Maria
VI. b. Barbara
V. f. Peter (1528–1582) ⚭ (1.) Regina Scherl[ingen] (1531–1566), ⚭ (2.) Anna Badehorn (1548–1615)
VI. a. Anna (1567–1600) ⚭ Caspar Tryller
V. g. Christoph (1530–1547)
IV. f. Regina († 1557) ⚭ Wolfgang Preußer († 1542)
IV. g. Wolf (1497–1566) ⚭ (1.) Margaretha Manfeld (1509–1551), ⚭ (2.) Magdalena Thümmel († 1581)
V. a. Wolf (1527–1527)
V. b. Regina (ca. 1529–1530)
V. c. Sigmund I. (1530–1595) ⚭ (1.) Anna von Waldenfels († 1576), ⚭ (2.) Magdalena von Schießen
VI. a. Margaretha (* 1566) ⚭ Andreas Kain
V. d. Wolf (1532–1534)
V. e. Margaretha (1534–1535)
V. f. Wolf (* 1536)
V. g. Hieronymus (1538–1589)
V. h. Margaretha (1540–1557)
V. i. Regina (1542–1563) ⚭ Georg Roth († 1594)
V. j. Wolf (1545–1547)
V. k. Jonas I. (1547–1590) ⚭ Catharina Usler
V. l. Martin I. (* 1549) ⚭ Magdalene Diet[en]heimer (* 1545)
V. m. Heinrich (1554–1556)
V. n. [Tochter] (1556–1556)
V. o. Heinrich (1559–1591)
V. p. Moritz (1562–1578)
V. q. Jacob II. (1566–1636) ⚭ Barbara Welser († 1602)
IV. h. Heinrich
IV. i. Christoph (1498–1550) ⚭ Margaretha Roth († 1546)
V. a. Martha (1546–1586) ⚭ Matthäus Wesenbeck (1531–1586)
IV. j. Andreas († 1576) ⚭ (1.) Maria Lintacher, ⚭ (2.) Rosina Walther
IV. k. Marx († 1551) ⚭ Ursula Wiedmann
V. a. Carl (1542–1591)
V. b. Marx (1543–1586)
V. c. Ernst (* 1544)
V. d. Wolf Moritz ⚭ Anna N.N.
VI. a. Wolf Caesar (* 1582)
IV. l. Magdalena ⚭ Benedict Wiedmann
III. c. Heinrich (1453–1483)
III. d. Jacob I. (1455–1499) ⚭ (1.) N.N. Hoffmann, ⚭ (2.) Ursula von Machwitz
IV. a. Margaretha
IV. b. Felix ⚭ (1.) N.N. Storch, ⚭ (2.) N.N. Koler
V. a. Joachim († 1547)
V. b. Georg († 1539)
V. c. Caspar I. ⚭ (1.) Margaretha v. Boseck, ⚭ (2.) N.N. von Keiling
VI. a. Felix II. ⚭ Maria von Neuenheim
VII. a. Gebhard Felix (1586–1586)
VII. b. Eytel Felix (* 1591)
VII. c. Anna Maria (* 1593)
VII. d. Margaretha (* 1594)
VI. b. Hans I. ⚭ Barbara von Lanckereuth
VII. a. Hans Georg (1585–1632)
VI. c. Jacob
VI. d. Nicolaus
VI. e. Thomas († 1584)
VI. f. Philipp Wilhelm
VI. g. Anna († 1596) ⚭ Hans Ernst Buchner († 1596)
VI. h. Barbara ⚭ Benedict Distelbacher
VI. i. Christina ⚭ Hans Paul Schiller
VI. j. Catarina
VI. k. Margarethe ⚭ Hans Wiedmann
V. d. Hieronymus († 1552)
V. e. Michael († 1552)
III. e. Urban (1458–1499) ⚭ Felicitas N.N.
IV. a. Wolf († 1510) ⚭ N.N.
V. a. Lazarus
V. b. Anna
IV. b. Elisabeth
IV. c. Scholastica ⚭ (1.) Ulrich von End, ⚭ (2.) Hans Schur
III. f. Prisca (1466–1503) ⚭ Andreas Kaltenhauser d. Ä.
III. g. Oswald (1468–1521) ⚭ Catharina Bintel
IV. a. Sebald (1517–1592) ⚭ Susanna Arzt († 1598)
V. a. Catarina (1554–1597) ⚭ Gangolf von Heilingen († 1605)
V. b. Wilhelm (* 1555)
V. c. Susanna (1556–1597) ⚭ Georg Rudolff
V. d. Magdalena (1558–1597)
V. e. Regina (* 1559)
V. f. Sabina (* 1560) ⚭ Martin Ludwig von Remchingen
V. g. Heinrich II. (* 1562) ⚭ Euphemia von Heldritt
VI. a. [Tochter] (1591–1591)
VI. b. Hans Ulrich (1592–1592)
VI. c. Eva Magdalena (* 1593)
VI. d. Hans Adam (1594–1596)
VI. e. Maria (* 1595)
VI. f. Matthäus (1597–1597)
VI. g. Anna Catarina (* 1598)
V. h. Dorothea Sabina (* 1564)
V. i. Steffan (1566–1588)
IV. b. Apollonia ⚭ Wolff Kobusin
III. h. Eobald (* 1472)